# História da teoria quântica de campos
A história da teoria quântica de campos começou pela sua criação por Paul Dirac, quando ele tentou quantizar o campo eletromagnético na década de 1920.

## Fundamentos
O desenvolvimento inicial deste campo da física envolveu Vladimir Aleksandrovich Fock, Wolfgang Pauli, Werner Heisenberg, Hans Bethe, Sin-Itiro Tomonaga, Julian Schwinger, Richard Feynman e Freeman Dyson. Esta fase inicial de desenvolvimento teve seu ápice com a elaboração da teoria da eletrodinâmica quântica na década de 1950.

## Teoria de gauge
A teoria de gauge foi formulada e quantizada, o que levou a unificação das forças embutida no modelo padrão das partículas fundamentas. Este esforço foi iniciado na década de 50 com o trabalho de Chen Ning Yang e Robert Mills, foi continuado por Martinus Veltman e outros durante as décadas de 60 e 70 através do trabalho de Gerard 't Hooft, Frank Wilczek, David Gross e David Politzer.

## A grande síntese
Desenvolvido paralelamente ao entendimento de transição de fase na física da matéria condensada levou ao estudo do grupo de renormalização. Este por sua vez levou à grande síntese da física teórica, a qual unificou as teorias das partículas e dos condensados de matéria através da teoria quântica de campos. Isto envolveu o trabalho de Michael Fisher e Leo Kadanoff na década de 70 que levou à reformulação da teoria por Kenneth G. Wilson.

## Avanços modernos
O estudo da teoria quântica de campos continua ativa e frutífera, assim como suas aplicações para solucionar diversos problemas físicos. Ela permanece como uma das mais importantes áreas da física teórica no dias de hoje, provendo uma linguagem comum em vários ramos da física moderna.

## Leitura recomendada
- Pais, Abraham (1986). Inward Bound - Of Matter & Forces in the Physical World (em inglês). [S.l.]: Oxford University Press. ISBN 0-19-851997-4
- Weinberg, Steven (1995). The Quantum Theory of Fields - Foundations (vol. I) (em inglês). [S.l.]: Cambridge University Press. p. 1-40. ISBN 0-521-55001-7
- Schweber, Silvian S. (1994). Q.E.D. and the men who made it: Dyson, Feynman, Schwinger, and Tomonaga (em inglês). [S.l.]: Princeton University Press. ISBN 0-691-03327-7
- Yndurain, Francisco Jose (1983). Quantum Chromodynamics: An Introduction to the Theory of Quarks and Gluons (em inglês). [S.l.]: Springer Verlag. ISBN 0-387-11752-0
- Miller, Arthur I. (1995). Early Quantum Electrodynamics: A Sourcebook (em inglês). [S.l.]: Cambridge University Press. ISBN 0-521-56891-9
- Schwinger, Julian (1958). Selected Papers on Quantum Electrodynamics (em inglês). [S.l.]: Dover Publications, Inc. ISBN 0-486-60444-6
- O'Raifeartaigh, Lochlainn (1997). The Dawning of Gauge Theory (em inglês). [S.l.]: Princeton University Press. ISBN 0-691-02977-6
- Cao, Tian Yu (1997). Conceptual Developments of 20th Century Field Theories (em inglês). [S.l.]: Cambridge University Press. ISBN 0-521-63420-2
- Darrigol, Olivier (1984). La genèse du concept de champ quantique (em francês). [S.l.]: Annales de Physique. p. 433-501